# Palacio de Justicia de Estambul
El Palacio de Justicia de Estambul (en turco: İstanbul Adalet Sarayı) es un palacio de justicia situado en el distrito de Kağıthane de Estambul (Turquía). Inaugurado en julio de 2011, es el palacio de justicia más grande de Europa, con una superficie de más de 300 000 m². Fue construido por VARYAP, una filial del Grupo Varlıbaş.

## Incidente
El 31 de marzo de 2015, dos presuntos miembros del Partido Revolucionario de Liberación del Pueblo tomaron como rehén al fiscal Mehmet Selim Kiraz en la sexta planta del Palacio de Justicia y exigieron que la policía anunciara públicamente el nombre de los cuatro miembros de las fuerzas de seguridad que eran sospechosos de ser responsables de la muerte de Berkin Elvan. La policía negoció con los atacantes durante seis horas, pero finalmente asaltó el edificio «porque oyeron disparos desde dentro del despacho del fiscal». Los dos atacantes murieron durante la operación, mientras el fiscal fue herido de gravedad y falleció posteriormente a causa de sus heridas.